# ژاک هاکوبیان (فعال فرهنگی)
ژاک نیکلایی هاکوبیان (ارمنی: Ժակ Նիկոլայի Հակոբյան؛  زادهٔ ۱۲ ژانویهٔ ۱۹۴۴ - درگذشته ۱ مهٔ ۲۰۱۶) مورخ، و نویسنده اهل ارمنستان بود.

## زندگی‌نامه
وی در ۱۲ ژانویهٔ ۱۹۴۴ در ایروان به دنیا آمد و از دانشکده تاریخ دانشگاه دولتی ایروان فارغ‌التحصیل گشت. همچنین برندهٔ جوایزی همچون مدال طلای وزارت فرهنگ جمهوری ارمنستان و چهره فرهنگی شایسته جمهوری ارمنستان شده‌است. وی در ۱ مهٔ ۲۰۱۶ در سن ۷۲ سالگی در ایروان درگذشت.